# WECC Intertie Paths
WECC, це Координаційна рада західної електроенергетики в США, яка керує (узгоджує) роботу низки високовольтних ліній електропостачання, в західній частині Північної Америки.  Ці зв’язки, відомі як міжвузлові шляхи WECC, не обов’язково є однією лінією електропередавання, швидше вони є зв’язками між різними областями (енергетичними районами).  Ці райони можуть бути досить віддаленими між собою, як-от Шлях 65 між Даллесом, штат Орегон, і Лос-Анджелесом, Каліфорнія, або близькими, наприклад Шлях 62 між підстанціями Edison’s Edison’s Southern California та McCullough’s LADWP.  Наразі, всі вони пронумеровані від 1 до 81, причому кілька номерів навмисно пропущено.